# Malki
Malki (en rus: Малки) és un poble (un possiólok) del krai de Kamtxatka, a Rússia, que el 2020 tenia 19 habitants. Pertany al districte de Iélizovo.